# Soulier d'or belge 1988
Le Soulier d'or 1988 est un trophée individuel, récompensant le meilleur joueur du championnat de Belgique sur l'ensemble de l'année 1988. Ceci comprend donc à deux demi-saisons, la fin de la saison 1987-1988, de janvier à juin, et le début de la saison 1988-1989, de juillet à décembre.

## Lauréat
Il s'agit de la trente-cinquième édition du trophée, remporté par le défenseur et capitaine du FC Malines Lei Clijsters. Il est le deuxième joueur du club à remporter le Soulier d'Or, un an après le gardien Michel Preud'homme. Cette année-là, le FC Malines remporte la Coupe des vainqueurs de Coupe et termine vice-champion de Belgique. C'est donc assez logiquement qu'un joueur malinois est récompensé. 
Le podium est complété par Marc Degryse, devenu un joueur essentiel du champion 1988, le FC Bruges, et Marc Emmers, coéquipier de Clijsters.

## Top-3
| Place | Joueur        | Nationalité | Club(s)    | Points |
| ----- | ------------- | ----------- | ---------- | ------ |
| 1.    | Lei Clijsters |             | FC Malines | 295    |
| 2.    | Marc Degryse  |             | FC Bruges  | 240    |
| 3.    | Marc Emmers   |             | FC Malines | 189    |